# Bremdal
Bremdal er en satellitby til Struer i det nordlige Vestjylland med 1.688 indbyggere  (2024). Byen er beliggende nord for Venø Bugt og via. en dæmning er der 1,5 kilometer til Struer centrum.
Satellitbyen ligger i Region Midtjylland og hører under Struer Kommune. Bremdal er beliggende i Humlum Sogn.